# Howtwa (Fluss)
Die Howtwa (ukrainisch Говтва, historisch ukrainisch Голтва, russisch Голтва, polnisch Oltwa) ist ein linker Nebenfluss des Psels mit einer Länge von etwa 112 km.
Der Oberlauf der Howtwa trocknet während der Sommermonate aus, so dass der Fluss nur unterhalb des Dorfes Schowtnewe ganzjährig Wasser führt. Der Fluss verfügt über ein niedriges Gefälle, weshalb die Ufer stark versumpft sind. Ein größerer Zufluss ist die 86 km lange Wilchowa Howtwa.
1530 fand an dem Fluss eine Schlacht zwischen Polen und Tataren statt. Eine größere Ortschaft am Howtwa ist die Siedlung städtischen Typs Reschetyliwka. Von historischer Bedeutung ist der an der Mündung gelegene Dorf Howtwa.